# Молимар, Альфред
Альфред Молимар (фр. Alfred Molimard, 29 октября 1888, Сер,  департамент Верхние Альпы - 25 января 1943, Амбер, департамент Пюи-де-Дом) — французский шашист, один из сильнейших в мире в первой четверти XX века. В 1912 году выиграл у чемпиона мира по международным шашкам Исидора Вейса матч за звание чемпиона Франции. Благодаря этой победе Молимара иногда включают и в перечень чемпионов мира. Доктор медицины (1912). 

## Биография
Альфред Молимар родился 29 октября 1888 года. Получил медицинское образование. С 19 лет начал принимать участие в соревнованиях, организованных Лионским шашечным клубом ("Damier Lyonnais") и обучаться игре в шашки у Марселя Боннара. В 1909 году Молимар стал чемпионом Лиона. В этом же году Молимар занял второе место в международном турнире в Парижа позади чемпиона мира Исидора Вейса, но впереди Джека де Гааза, что сразу же выдвинуло Молимара в разряд ведущих шашистов мира. Хотя в 1910 году Молимар и проиграл матч де Гаазу (-2+1=5), но зато занял первое место в турнире в Марселе (впереди Сонье и Ле Гоффа) и в чемпионате Франции (впереди Вейса и Сонье). Титул чемпиона Франции Молимару пришлось в этом же году уступить Вейсу в матче из трёх партий (-1=2). Молимар вызвал Вейса на новый матч, который состоялся в феврале-марте 1912 года. Из-за позиции Французской шашечной федерации в матче разыгрывался не титул чемпиона мира, а лишь первенство Франции, но разгромный счёт +7-1=7 в пользу Молимара выглядел более, чем красноречиво. Благодаря этой победе Молимара иногда включают и в перечни чемпионов мира, что можно признать вполне заслуженным. Неслучайность своего успеха Молимар подтвердил и июне-июле 1912 года в матче с де Гаазом, которого Молимар победил со счётом +3-2=15. После этой победы Молимар был объявлен «первым Европы» (premier d’Europe). 1912 год стал для Молимара знаменательным ещё и тем, что в нём он получил учёную степень доктора медицины. И всё-таки Молимар так и не сумел завоевать официальный титул чемпиона мира. На чемпионате мира в Роттердаме в августе-сентябре 1912 года Молимар поделил 3-4 место с Вейсом позади Германа Гогланда и де Гааза. Переговоры о матче с Гогландом успехом не увенчались. В 1919 году Молимар переехал в Амбер (в департаменте Пюи-де-Дом), и с этого времени начинает всё реже участвовать в соревнованиях. В январе 1922 года Молимар уступил титул чемпиона Франции Мариусу Фабру, проиграв ему матч со счётом -3+2=5. Но в этом же году Молимар побеждает в международном турнире в Марселе впереди Боннара, Шпрингера и Германа де Йонга. В сентябре 1923 года состоялся матч-реванш против Фабра за звание чемпиона Франции, но Молимар снова проиграл со счётом -1+0=9. После этого поражения Молимар почти не принимал участие в соревнованиях до чемпионата мира 1928 года в Амстердаме, где Молимар поделил 2-3 место с Германом де Йонгом, позади Шпрингера, но впереди Фабра, Бизо, Вейса и других своих давних соперников. После чемпионата окончательно оставил борьбу за спортивные титулы, поощряя молодых мастеров. В 30-е годы его посетил будущий чемпион мира Морис Райхенбах. Умер Молимар внезапно 25 января 1943 от кровоизлияния в мозг.

## Спортивные результаты
- Чемпион Европы 1912 года;
- Вице-чемпион мира в 1928 году;
- Бронзовый призёр чемпионата мира в 1912 году;
- Чемпион Франции в 1910 и 1912 годах.